# Jesús de Nazareth (Lima)
Jesús de Nazareth es un caserío peruano ubicado en el distrito de Supe, perteneciente a la provincia de Barranca del departamento de Lima, en la costa central del Perú. 

## Ubicación
Jesús de Nazareth se ubica al sureste de la provincia de Barranca, en el distrito de Supe, en el departamento de Lima.

## Demografía
En 2017 Jesús de Nazareth tenía una población de 305 habitantes.
| Gráfica de evolución demográfica de Jesús de Nazareth entre 1993 y 2017 |
|                                                                         |
| Fuentes: Población 1993 y 2017                                          |